# هاپاوارا
هاپاوارا (به لاتین: Happawara) یک منطقهٔ مسکونی در سری‌لانکا است که در استان مرکزی (سری‌لانکا) واقع شده‌است.